# Belkereskedelmi Minisztérium
A Belkereskedelmi Minisztérium a Magyar Népköztársaság egyik minisztériuma volt, mint " a népgazdaság belkereskedelmi ágazatának irányításáért felelős legfőbb szerv".  Élén a belkereskedelmi miniszter állt. 1949 és 1987 között állt fenn.

## Története
A Belkereskedelmi Minisztérium eredetileg 1949. június 11-én alakult az addigi Kereskedelem és Szövetkezetügyi Minisztériumból.
Az 1954. évi VII. törvény kétfelé bontotta az addigi Bel- és külkereskedelmi Minisztériumot. 
1957. március 1-jétől működött Tausz János irányítása alatt.
A minisztérium 1987. december 16-én szűnt meg. Utódja 1987. december 16-tól a Kereskedelmi Minisztérium volt.

## Belkereskedelmi miniszterek
- Tausz János (1957. március 1. – 1966. december 7.)
- Szurdi István (1966. december 7. – 1976. október 29.)
- Sághy Vilmos ( 1976. október 29. - 1982. április 15.)
- Juhár Zoltán (1982. április 15. - 1987. december 16.)